# کوآلای نقره استرالیا
کوآلای نقره استرالیا (به انگلیسی: Australian Silver Koala) یک سکه نقره است که در ضرابخانه پرث ضرب می‌شود. روی این سکه همیشه تصویر ملکه الیزابت دوم نقش بسته است، ولی تصویر پشت آن که هر ساله تغییر می‌کند، به یک کوآلا اختصاص دارد. تغییر سالانه طرح پشت این سکه از یک سو و ضرب محدود آن در هر سال از جمله دلایلی است که سبب بالا رفتن ارزش سکه‌شناسی آن می‌شود. گفتنی است این سکه هر سال تا حداکثر ۵ اندازه مختلف ضرب می‌شود. 